# 御殿場市立富士岡小学校
御殿場市立富士岡小学校（ごてんばしりつ ふじおかしょうがっこう、英: Fujioka Elementary School, Gotenba City）は、静岡県御殿場市中山にある公立小学校。

## 学区
萩蕪 沼田 二子 中山上 中山下 風穴 中清水 駒門 大坂 竈(10組 11組 22組 23組 25組 26組 27組を除く。) 町屋(アーバンヒルズ1組 2組 3組 4組 5組 6組)